# Bathypera
Bathypera is een geslacht van zakpijpen (Ascidiacea) uit de familie van de Pyuridae en de orde Stolidobranchia.

## Soorten
- Bathypera feminalba Young & Vazquez, 1995
- Bathypera goreaui Millar & Goodbody, 1974
- Bathypera hastaefera Vinogradova, 1962
- Bathypera ovoida (Ritter, 1907)
- Bathypera splendens Michaelsen, 1904